# Palais Baron von Lüder

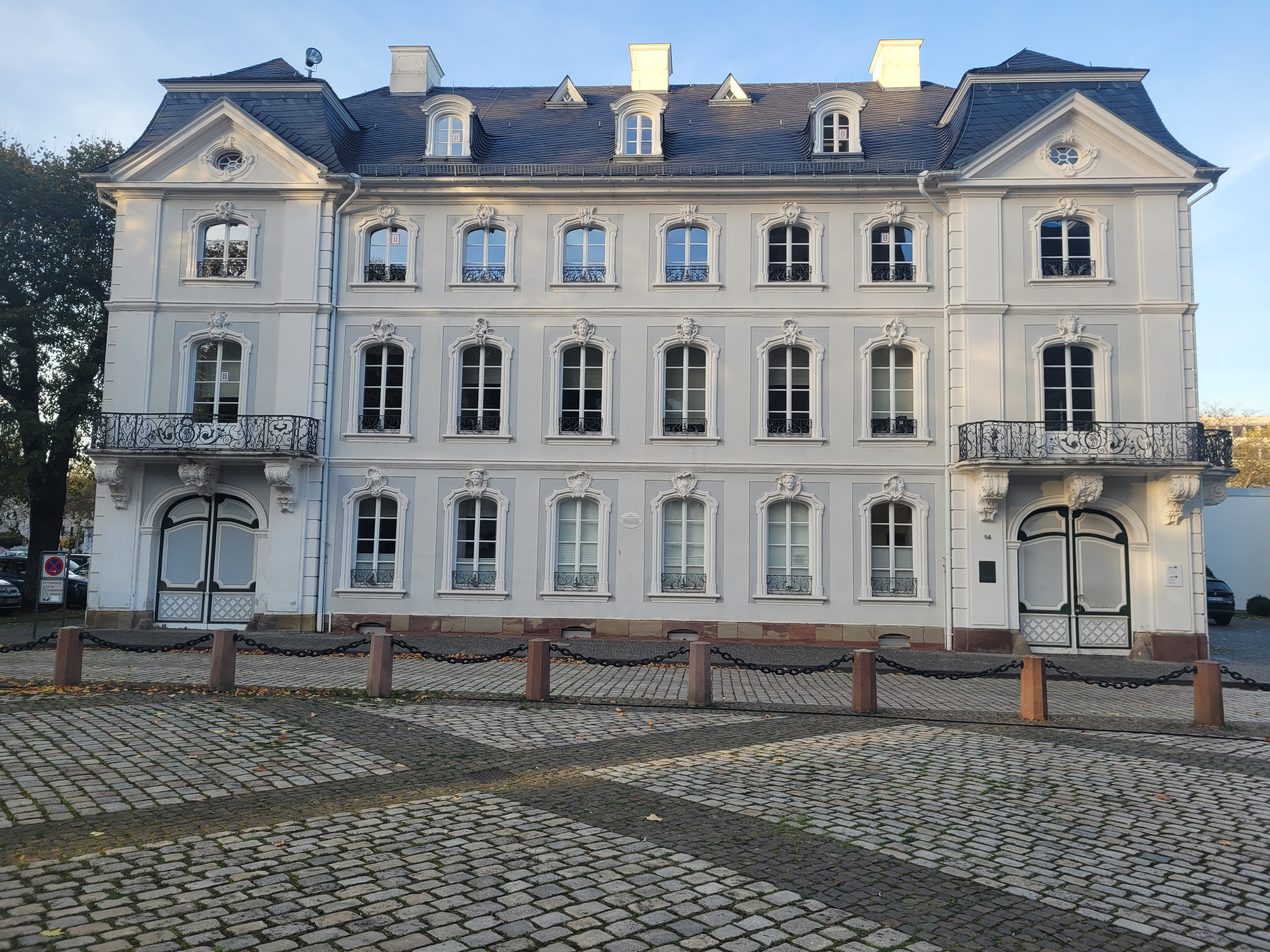
Palais Baron von Lüder am Ludwigsplatz

Das Palais Baron von Lüder ist ein historisches Gebäude und Stadtpalais am Ludwigsplatz neben der Ludwigskirche in Alt-Saarbrücken, Stadtteil von Saarbrücken, das im 18. Jahrhundert errichtet wurde. Es wird heute als Teil der Staatskanzlei des Saarlandes genutzt.

## Geschichte
Der Bau des Palais begann im Januar 1765, als der „Erste Hof- und Regierungsrat“ Christian Friedrich von Lüder das Grundstück erwarb. Der Architekt Friedrich Joachim Stengel führte die Arbeiten von 1765 bis 1767 aus. Der Baukörper des Palais ist ein dreistöckiger Bau mit Satteldach, der von Eckrisaliten mit Mansarddach flankiert wird. Das Gebäude zeichnet sich durch eine strenge Gliederung aus und hat eine Fassadenaufteilung von vier auf acht Fensterachsen. Die Architektur des Palais folgt den klassischen Prinzipien des Barock und spiegelt die gesellschaftliche Stellung seines ersten Besitzers wider.

### Nutzung und Besitzwechsel
Schon 1768 verkaufte Baron von Lüder das Palais an Fürst Wilhelm Heinrich von Nassau-Saarbrücken. Der Fürst nutzte das Palais als Wohnsitz für Gymnasiallehrer, die er hier unterbrachte.
Im Jahr 1814, nach den Napoleonischen Kriegen, wurde das Gebäude von Gebhard Leberecht von Blücher, dem preußischen Generalfeldmarschall, als Wohnstätte genutzt.
1870, während des Deutsch-Französischen Krieges, wurde das Palais vom späteren Kaiser Wilhelm I. besucht. Es war zu dieser Zeit als Quartier für verwundete Offiziere eingerichtet, die während des Krieges in Saarbrücken behandelt wurden.

### Zerstörung und Wiederaufbau

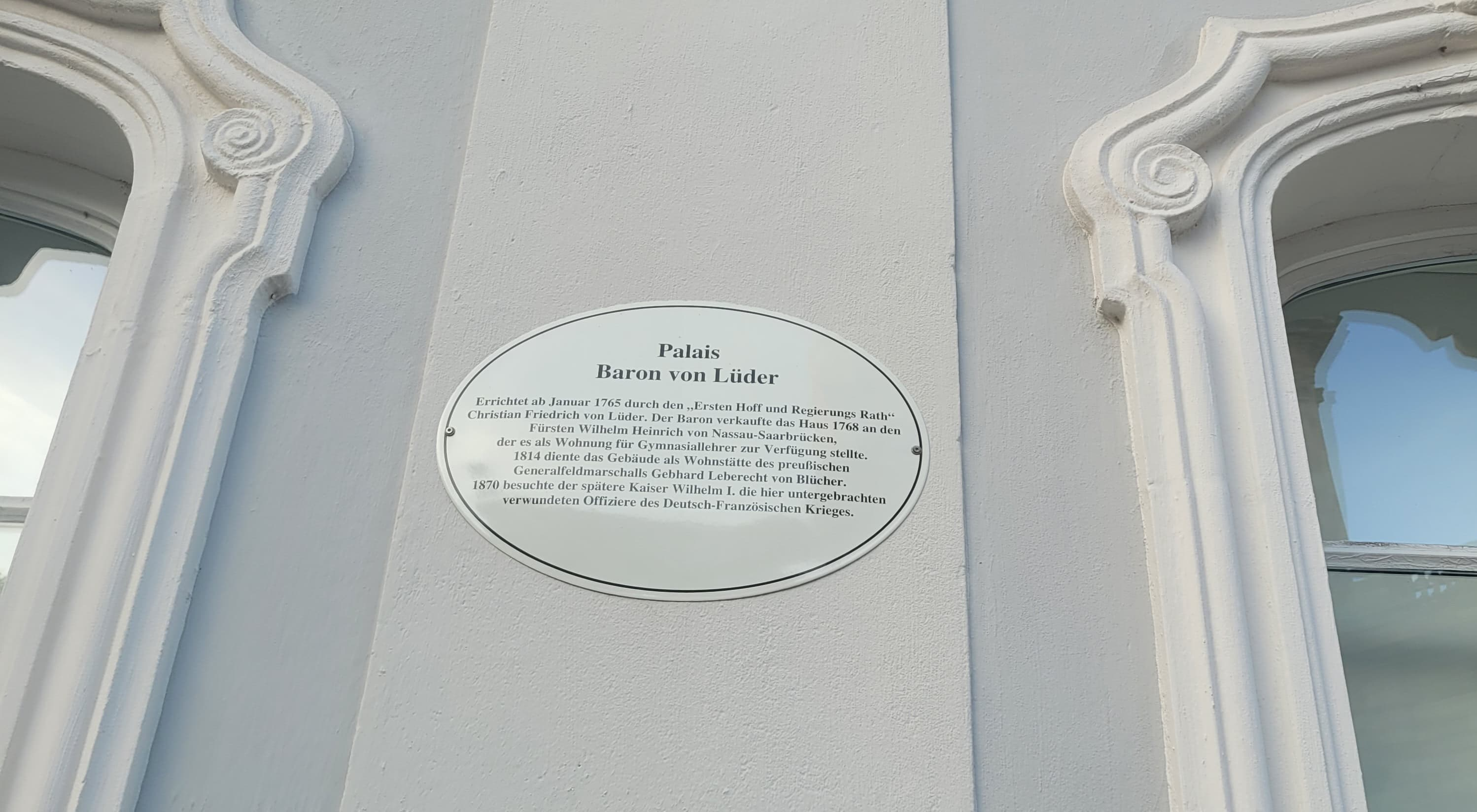
Infotafel am Palais Baron von Lüder

Das Palais Baron von Lüder überstand die Jahrhunderte und die verschiedenen Besitzwechsel, bis es im Zweiten Weltkrieg während der Luftangriffe auf Saarbrücken zerstört wurde. Nach dem Krieg wurde das Palais bis 1955 unter Berücksichtigung des historischen Bestands wiederhergestellt und wurde von Verwaltungseinrichtungen genutzt.